# Vinçenc Prennushi
Boldog Vinçenc Prennushi (Shkodra, 1885. szeptember 4. – Durrës, 1949. március 19.) albán ferences szerzetes, római katolikus főpap, publicista, költő, néprajzi gyűjtő. A ferences rend shkodrai tartományfőnöke (1929–1936), sapai püspök (1936–1940), majd durrësi érsek (1940–1947), 1946-tól ezzel együtt a Dél-albániai apostoli kormányzóság apostoli kormányzója is volt. A kommunista állampárt börtönében fejezte be életét. Korában népszerűek voltak hazafias költeményei, emellett jelentős népköltészeti gyűjtést végzett az észak-albániai hegyvidékek törzsei körében. Albánia vértanúinak egyikeként Ferenc pápa 2016. november 5-én avatta boldoggá.
Nevének gyakori írásváltozata Vinçenc Prenushi vagy Vinçenc Prendushi.

## Életútja
Alapiskoláit szülővárosában, a jezsuiták xaveriánus kollégiumában fejezte be. Filozófiai és teológiai tanulmányait külföldön végezte, a salzburgi, halli, kalterni és bozeni kolostorokban. 1908. március 25-én szentelték fel pappá. A lelki szolgálat mellett szenvedélyesen gyűjtötte a hegyvidéki albán törzsek népköltészeti alkotásait. Emellett tevékeny résztvevője volt szülővárosa közművelődésének. 1917-ben a Posta e Shqypnis (’Albániai Hírhozó’), 1922-től 1924-ig a Hylli i Dritës (’Hajnalcsillag’), 1923-tól 1924-ig az Ora e Maleve (’A Hegyek Szelleme’) szerkesztésében működött közre, majd csaknem húsz éven keresztül volt a Zâni i Shna Ndout (’Szent Antal Hangja’) című katolikus folyóirat szerkesztője.
1929-től 1936-ig a ferences rend shkodrai tartományfőnöke volt, majd 1936. március 19-én sapai püspök lett. 1940. június 26-án a durrësi főegyházmegye érsekévé nevezték ki. Kortársai visszaemlékezése szerint megjelenésében alázatos és erényes ember volt, aki nagy tiszteletnek örvendett az albániai katolikusok körében.
A második világháború lezárultával, 1945 májusában a hatalmat magához ragadó Albán Kommunista Párt főtitkára, Enver Hoxha megbeszélésre hívta Shkodra érsekét, Gaspër Thaçit és Prennushi érseket. Kérését, hogy alakítsanak önálló, a Szentszéktől elszakadó, de az államhoz és a párthoz hű albán katolikus egyházat, a főpapok visszautasították, majd 1945 szeptemberére egyházi tanácsot hívtak össze. Ez már elegendő indokul szolgált a pártvezetésnek ahhoz, hogy az észak-albániai katolikus klérus ellen forduljon. Az állambiztonsági szervezet, a Sigurimi 1947. május 19-én letartóztatta Prennushit is. A vizsgálati fogságban embertelenül megkínozták, majd 1947 novemberében a durrësi katonai törvényszéken sorra kerülő perében népellenes tevékenységért húsz év elzárásra és kényszermunkára ítélték. A gyötrelmek és az elhelyezési körülmények megviselték az egyébként is gyengélkedő, asztmás és szívbeteg Prennushit, aki végül 1949. március 19-én a börtönkórházban halt meg.
A népköztársaság börtöneiben és kivégzőosztagai előtt életét vesztett harmincnyolc római katolikus papot, köztük Vinçenc Prennushit, Ferenc pápa 2016. november 5-én Shkodrában Albánia vértanúinak nyilvánította, és valamennyiüket boldoggá avatta. Emléknapja november 5.

## Munkássága
Észak-albániai népköltészeti gyűjtéseinek eredményét az osztrák régész és történész, Carl Patsch adta ki 1911-ben Szarajevóban Kângë popullore gegnishte (’Geg népdalok’) címen.
1924-ben Shkodrában jelent meg Prennushi geg dialektusban írt verseskötete Gjeth e lule (’Levelek és virágok’) címen. A kötet hatvanöt költeményének egy része hazafias, a ferences költőktől szokatlanul harcias húrokat penget, a Rilindja korszakának szokásos tematikájával: az Oszmán Birodalom terjeszkedése ellen harcoló Szkander bég 15. századi hőstetteit, valamint a hazáért, az albán zászlóért tett véráldozatot dicsőíti, vagy éppen az albán táj szépségeit, a haza és a honfitársak szeretetét énekli meg lírai erővel. Prennushi hazafias versei népszerűek voltak, különösen közkedvelt volt Grueja shqiptare (’Az albán nő’) című, még 1918-ban írt verse, amelynek hősnője lázas igyekezettel hímzi az albán nemzeti zászlót, amely végül szemfedőjévé lesz. A kötet másik részében Prennushi vallásos és filozófiai versei olvashatók. A katolikus albán költészeti hagyományok tipikus témái köré szövődő – a keresztre feszítésről, Szűz Máriáról, Assisi Szent Ferencről szóló – költeményeknek a hangvétele többnyire melankolikus és töprengő. Némelyik versében a költő az élet hiábavalóságáról elmélkedik.